# Die erste Nacht (1964)
Die erste Nacht (Originaltitel: Girl with Green Eyes) ist ein britisches Filmdrama aus dem Jahr 1964 von Desmond Davis. Das Drehbuch verfasste die irische Schriftstellerin Edna O’Brien basierend auf ihrer eigenen literarischen Vorlage, dem 1962 entstandenen Roman The Lonely Girl. In den Hauptrollen sind Rita Tushingham, Peter Finch und Lynn Redgrave zu sehen. Seine Uraufführung erlebte der Film am 14. Mai 1964 in London. In der Bundesrepublik Deutschland hatte er seine Premiere am 5. Februar 1965. In der DDR konnte man den Film erstmals am 9. September 1966 unter dem Titel Das Mädchen mit den grünen Augen sehen. 

## Handlung
Kate Brady ist ein streng religiös erzogenes Mädchen in Irland. Sie arbeitet als Lebensmittelverkäuferin und wohnt mit ihrer Freundin zusammen in Dublin in Untermiete. Mit äußeren Vorzügen ist sie nur mäßig ausgestattet, und so hat sie es nicht einfach, einen Mann zu bekommen, obwohl sie für ihr Leben gern einen hätte. Eines Tages findet sie aber doch noch Gelegenheit, sich in ein stattliches Exemplar von einem Mann zu verlieben. Eugene Gaillard heißt der Auserwählte. Dieser schreibt zwar Bücher, zeigt sich aber (später) keineswegs als außergewöhnlicher Mann. Weil sie die Initiative ergriffen hat, folgt er ihr; dann wieder zögert Kate. Eine Zeitlang sind beide glücklich miteinander. Doch er ist wesentlich älter als das Mädchen und zudem verheiratet, lebt aber von seiner Frau getrennt in einem feudalen Landhaus. Bald tritt dann das ein, was natürlich zu erwarten war: das Auseinanderleben, die Trennung.
Noch auf dem Schiff, das Kate nach London bringen soll, hofft sie, dass ihr Geliebter wieder zu ihr finden werde. – Vergeblich.

## Kritiken
Der Evangelische Film-Beobachter urteilt: „Nicht ganz frei von verfälschter Romantik und religiöser Ungebundenheit, jedoch psychologisch folgerichtig und filmisch gut gestaltet. Für Erwachsene gut möglich.“ Das Lexikon des internationalen Films gelangt zu einer ähnlichen Einschätzung: „Beachtliches Erstlingswerk eines jungen Engländers, glaubwürdig und dezent in der Darstellung der psychologischen Entwicklung, dagegen nicht immer genügend nuanciert in den sozialkritischen Anspielungen.“ Die staatliche Filmbewertungsstelle Wiesbaden erteilte dem Werk das Prädikat „Wertvoll“.